# Cot Batee Pageu
Cot Batee Pageu är ett berg i Indonesien.   Det ligger i provinsen Aceh, i den västra delen av landet, 1 900 km nordväst om huvudstaden Jakarta. Toppen på Cot Batee Pageu är 353 meter över havet. Cot Batee Pageu ligger på ön Pulau We.
Terrängen runt Cot Batee Pageu är lite kuperad. Havet är nära Cot Batee Pageu åt sydväst. Närmaste större samhälle är Sabang, 10,8 km norr om Cot Batee Pageu. 